# دايفيد شوماخر
دايفيد شوماخر (بالإنجليزية: David Schumacher)‏ هو مصارع رياضي أسترالي، ولد في 30 نوفمبر 1931.

## وصلات خارجية
- دايفيد شوماخر على موقع أوليمبيديا (الإنجليزية)